# هنري كيلين
هنري كيلين (بالإنجليزية: Henry Killeen)‏ هو لاعب كرة قاعدة أمريكي، ولد في 1872 في تروي في الولايات المتحدة، وتوفي في 16 أكتوبر 1916 في واتربوري في الولايات المتحدة.